# Ullrich Sierau

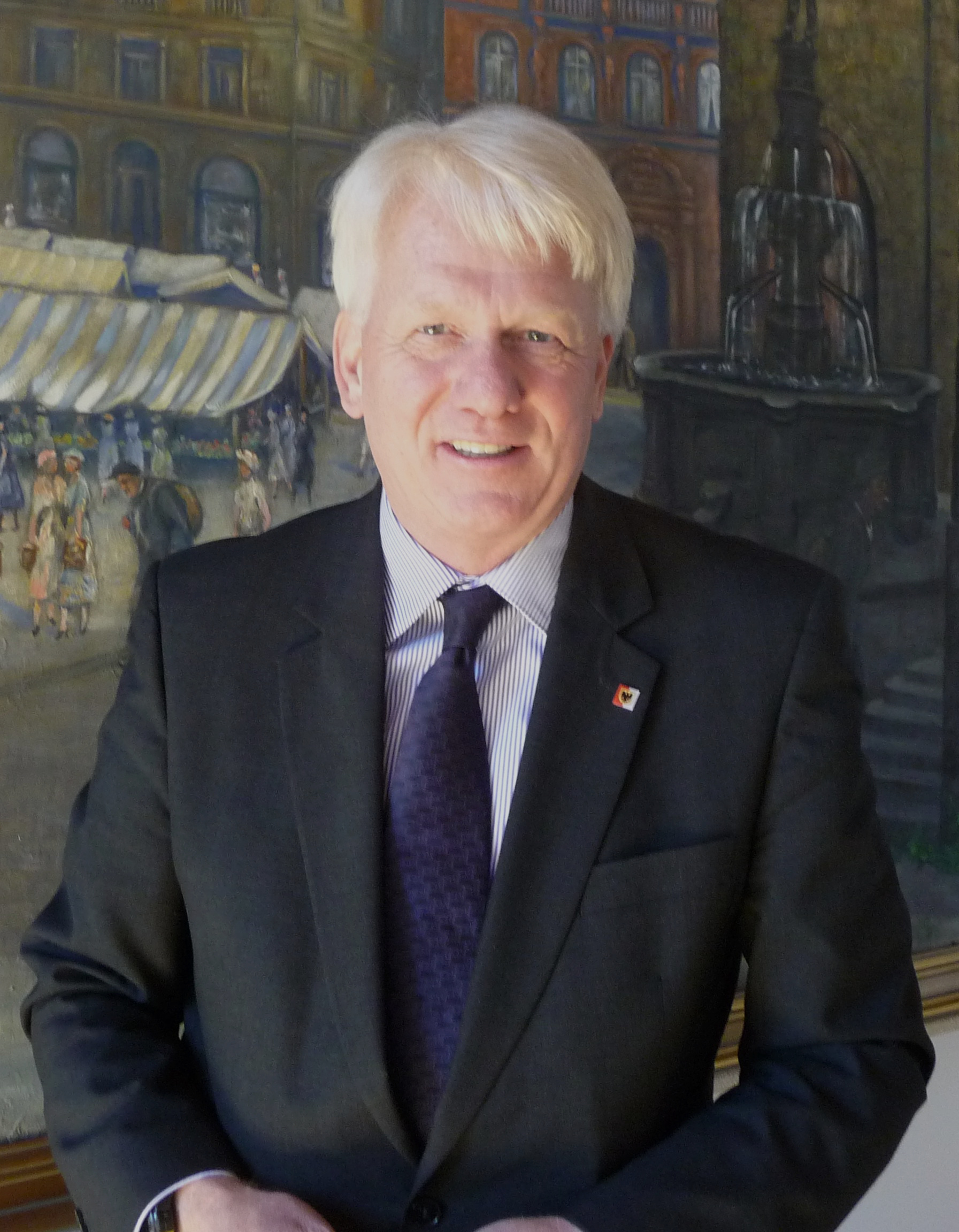
Ullrich Sierau, Mai 2012

Ullrich Sierau (* 6. März 1956 in Halle (Saale)) ist ein  ehemaliger deutscher Kommunalpolitiker (SPD). Er war von 2009 bis 2020 Oberbürgermeister der Stadt Dortmund. Nachdem er das Amt vom 21. Oktober 2009 bis zum 18. Januar 2010 bekleidet hatte, wurde er bei einer Wiederholung der Oberbürgermeisterwahl 2009 am 9. Mai 2010 erneut zum Stadtoberhaupt Dortmunds gewählt. Seine Amtszeit hätte regulär bis 2016 gedauert. Bei den Kommunalwahlen in Nordrhein-Westfalen 2014 trat Sierau erneut an und erreichte einen Stimmenanteil von 43,7 %. Bei der Stichwahl am 15. Juni 2014 erreichte er 51,6 % der Stimmen, seine Gegenkandidatin Annette Littmann von der CDU, die im ersten Wahlgang 32,0 % erhalten hatte, unterlag mit 48,4 %.

## Biografie
Ullrich Sierau wurde als Sohn des Ehepaars Anneliese und Otto Sierau geboren, ist verheiratet und hat drei Kinder. Ende 1958 flüchtete Sieraus Familie aus der DDR nach Wolfsburg, wo er im Jahr 1974 das Abitur ablegte. Sierau begann in Dortmund das Studium der Raumplanung und schloss es nach mehrfachen Studienreisen nach Afrika, Asien und Südamerika 1982 als „Diplom-Ingenieur (Dipl.-Ing.) Raumplanung“ ab.
Nach verschiedenen wissenschaftlichen und kommunalpolitischen Tätigkeiten wechselte er im Jahr 1986 in das Ministerium für Stadtentwicklung, Wohnen und Verkehr des Landes Nordrhein-Westfalen. Im Jahr 1993 wurde er zum Ministerialrat befördert und im Oktober 1993 auf Bitten der SPD-Bundestagsfraktion zur Mitarbeit am „Regierungsprogramm 1994“ beurlaubt. In den Jahren 1994 bis 1999 war er Direktor des Instituts für Landes- und Stadtentwicklungsforschung des Landes Nordrhein-Westfalen (ILS) in Dortmund. Vom 1. Mai 1999 bis zum 31. März 2005 war er Umwelt- und Planungsdezernent der Stadt Dortmund. Am 15. Februar 2007 wurde er Stadtdirektor der Stadt Dortmund.

## Kandidaturen und Wahlen zum Oberbürgermeister
Innerhalb der Dortmunder SPD entwickelte sich im Jahr 2008 eine Diskussion über mögliche Kandidaten für das Amt des Oberbürgermeisters bei den anstehenden Kommunalwahlen. In einer innerparteilichen Mitgliederbefragung setzte sich Ullrich Sierau mit 64 % gegen den zweiten Bewerber Jörg Stüdemann durch und wurde auf dem SPD-Unterbezirksparteitag mit 97,4 % der Stimmen offiziell zum SPD-Oberbürgermeisterkandidaten gewählt.
Am 30. August 2009 wurde Sierau mit 45,5 % der abgegebenen Stimmen als Nachfolger von Gerhard Langemeyer (SPD) zum Oberbürgermeister von Dortmund gewählt. Nach seiner Wahl geriet Sierau in die Kritik, da ihm vorgeworfen wurde, bereits vor seiner Wahl zum Oberbürgermeister Kenntnis von erheblichen Finanzierungslücken im Haushalt der Stadt Dortmund gehabt zu haben, dieses Wissen jedoch bewusst vor der Wahl verschwiegen zu haben. Trotz der erheblichen Kritik an diesem Verhalten entschied sich Sierau, das Amt als Oberbürgermeister anzutreten. Nachdem ein vom Rat der Stadt Dortmund bestelltes Gutachten zur Wahlaffäre eine Wiederholung der Kommunalwahl in Dortmund empfohlen hatte, erklärte sich Sierau doch zu einer Neuwahl bereit. Diese wurde am 10. Dezember 2009 vom Rat der Stadt Dortmund beschlossen.
Zum 19. Januar 2010 legte Sierau seine Amtsgeschäfte nieder. Sozialdezernent Siegfried Pogadl leitete darauf in seiner Funktion als Stadtdirektor die Verwaltung der Stadt. Sierau trat seine frühere Stellung als Planungsdezernent der Stadt wieder an.
Am 9. Mai 2010 wurde Sierau mit 43,8 % der Stimmen erneut zum Oberbürgermeister der Stadt Dortmund gewählt. Dieses Amt trat er am 18. Mai 2010 an.
Eine Änderung der Gemeindeordnung im Jahr 2007 und eine damit einhergehende Verlängerung der Amtszeit der Oberbürgermeister hat zur Folge, dass die Wahlen der Räte und Bezirksvertretungen und die Wahl der Hauptverwaltungsbeamten (Bürgermeister, Oberbürgermeister und Landräte) in Nordrhein-Westfalen auseinanderfallen.
Die im Jahr 2012 neu gewählte Landesregierung von Nordrhein-Westfalen schuf mit dem Gesetz zur Stärkung der kommunalen Demokratie für einige Hauptverwaltungsbeamte, deren Amtszeit vor dem 20. Oktober 2015 endet, die einmalige Möglichkeit, ihr Amt vorzeitig niederzulegen, um damit bereits am 25. Mai 2014 einen gemeinsamen Wahltermin für die Räte und Hauptverwaltungsbeamten zu ermöglichen.
Aufgrund der Entscheidung Ullrich Sieraus im Dezember 2009, sich der Wiederholungswahl am 9. Mai 2010 zu stellen, wurde dessen Amtszeit nach dieser Wahl durch Einzelerlass des Innenministeriums auf sechs Jahre festgesetzt. Sie endet somit planmäßig am 18. Mai 2016. Daher fiel Ullrich Sierau nicht unter die Regelungen des Gesetzes zur Stärkung der kommunalen Demokratie.
Ullrich Sierau entschloss sich dennoch, sein Amt als Oberbürgermeister mit Wirkung zum 22. Juni 2014 niederzulegen, um somit am 25. Mai 2014 eine gemeinsame Wahl der kommunalen Gremien und des Oberbürgermeisters der Stadt Dortmund durchzuführen. Da die Regelungen des Gesetzes zur Stärkung der kommunalen Demokratie in diesem Fall nicht griffen, hätte eine Nichtwahl zum Verlust von Ullrich Sieraus Pensionsansprüche aus der Zeit als Oberbürgermeister geführt. Die Bezirksregierung Arnsberg hatte rechtlich keine Bedenken gegen einen Rücktritt und die erneute Kandidatur erhoben.
Er begründete seine Entscheidung mit der Stärkung der Demokratie durch eine zu erwartende höhere Wahlbeteiligung und Kosteneinsparungen in Höhe von wenigstens 500.000 Euro durch den gemeinsamen Wahltermin.
Im September 2019 teilte Sierau mit, dass er bei der Oberbürgermeisterwahl im Jahr 2020 nicht mehr antreten werde. Sein Nachfolger als Oberbürgermeister ist Thomas Westphal (SPD), an den er das Amt zum 1. November 2020 abgab.

## Mandate und Funktionen während seiner Amtszeit als Oberbürgermeister
- Dortmunder Stadtwerke (DSW21) – Vorsitzender des Aufsichtsrates
- Dortmunder Energie- und Wasserversorgung (DEW21) – Vorsitzender des Aufsichtsrates
- Sparkasse Dortmund – Vorsitzender des Verwaltungsrates
- Emschergenossenschaft – Vorsitzender des Genossenschaftsrates[13]
- RWE AG – Mitglied im Aufsichtsrat
- Borussia Dortmund – Mitglied im Wirtschaftsrat